# Compagnie des chemins de fer secondaires du Nord-Est

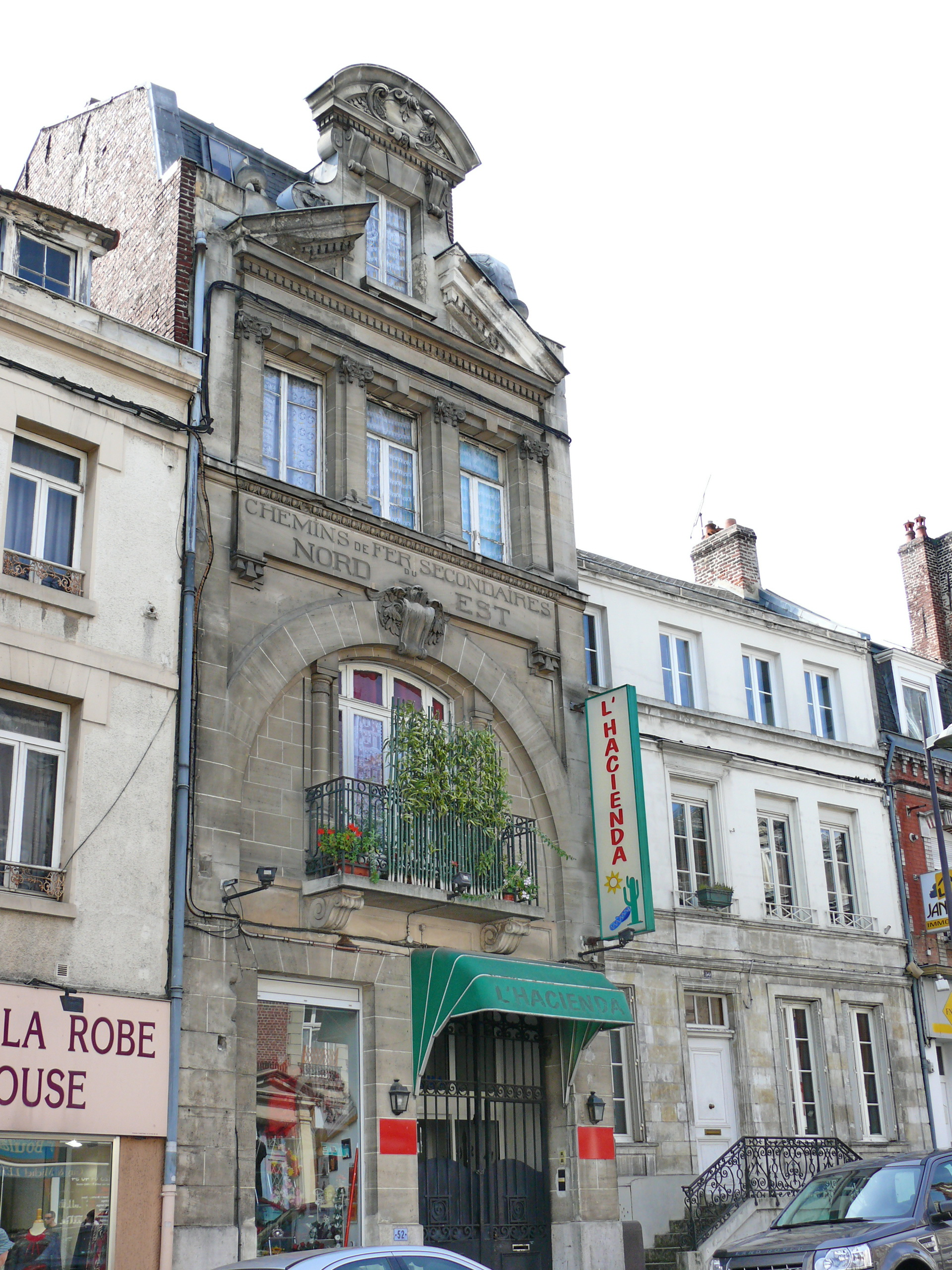
Sitz der CFS-NE in Saint-Quentin

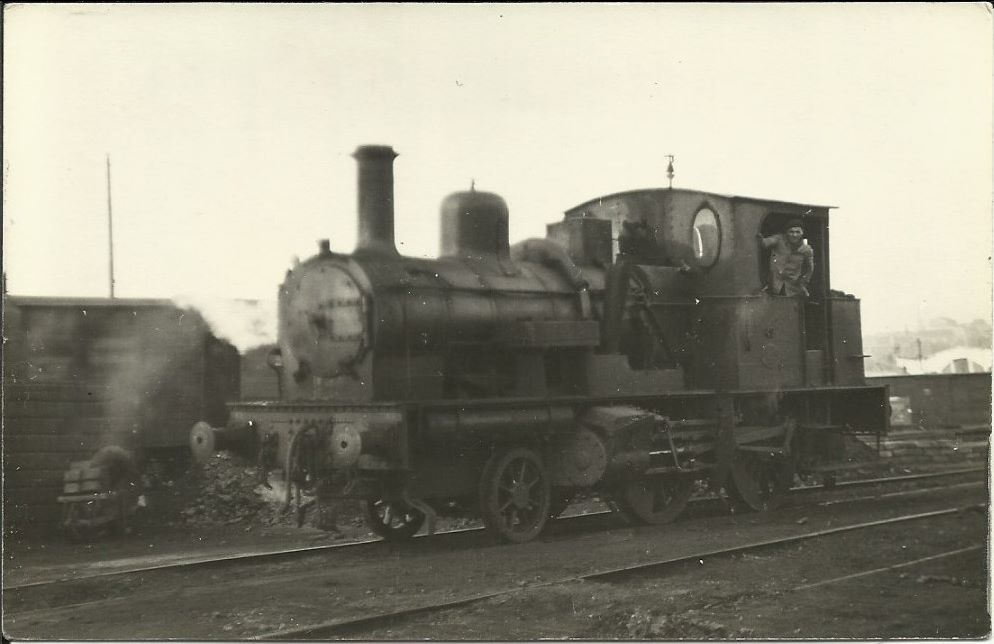
Dampflok der Compagnie des chemins de fer secondaires du Nord-Est im Bahnhof von Saint-Quentin

Die Compagnie des chemins de fer secondaires du Nord-Est (CFS-NE) war von 1922 bis 1960 eine Gesellschaft zum Betrieb von Nebenbahnen in Nordost-Frankreich.

## Geschichte
Die Gesellschaft wurde durch ein Dekret vom 26. August 1922 gegründet, in dem die Fusion der beiden alten Lokalbahnlinien im Département Aisne genehmigt wurde: Der Compagnie du chemin de fer de Saint-Quentin à Guise und ihrer Tochtergesellschaft Compagnie des chemins de fer départementaux de l’Aisne.
1936 besaß die Gesellschaft 46 Lokomotiven und 18 Triebwagen. 1951 beschloss der Verwaltungsrat des Département Aisne den Rückkauf aller Lokalbahnen. Die CFS-NE ging daraufhin 1956 in der Compagnie des chemins de fer d'intérêt local du Nord de la France auf, die auch die Chemin de fer de Guise au Catelet betrieb.
Am 29. Februar 1960 fusionierte das Unternehmen mit der Compagnie des chemins de fer secondaires (CFS) unter dem Namen Compagnie des chemins de fer secondaires et transports automobiles (CFSTA). Die beiden ehemals unabhängigen Unternehmen hatten dann die gleichen Direktoren und das gleiche Büro.